# Sorgun Belediye Spor Kulübü 2021-2022 (pallavolo)
Questa voce raccoglie le informazioni riguardanti il Sorgun Belediye Spor Kulübü nelle competizioni ufficiali della stagione 2021-2022.

## Stagione
Il Sorgun Belediye Spor Kulübü partecipa alla stagione 2021-22 senza alcuna denominazione sponsorizzata.
In Efeler Ligi ottiene un dodicesimo posto, mentre in Coppa di Turchia non supera la fase a gironi.

## Organigramma societario
Area direttiva
- Presidente: Ergin Gül

Area tecnica
- Allenatore: Bahadır Aksoy
- Allenatore in seconda: Hakan Öztürk
- Scoutman: Doğukan Yurdakul

## Rosa
| N° | Nome               | Ruolo | Data di nascita  | Nazionalità sportiva |
| -- | ------------------ | ----- | ---------------- | -------------------- |
| 1  | Furkan Gök         | P     | 1º gennaio 1998  | Turchia              |
| 3  | Erenhan Can        | S     | 18 ottobre 1998  | Turchia              |
| 4  | Deniz İvgen        | L     | 18 maggio 1998   | Turchia              |
| 7  | Roman Danilov      | O     | 4 gennaio 1985   | Russia               |
| 8  | Murathan Kısal     | C     | 22 novembre 1989 | Turchia              |
| 10 | Orçun Ergün        | P     | 24 maggio 1992   | Turchia              |
| 11 | Ahmet Çetinkaya    | O     | 3 novembre 1999  | Turchia              |
| 12 | Melih Özdemir      | S     | 10 ottobre 1996  | Turchia              |
| 13 | Ali Edis           | C     | 18 gennaio 1997  | Turchia              |
| 14 | Hakan Polat        | C     | 11 novembre 1989 | Turchia              |
| 15 | Ege Avcıl          | C     | 15 marzo 2001    | Turchia              |
| 17 | Onur Altınkaya     | L     | 6 febbraio 1997  | Turchia              |
| 18 | Tymofij Polujan    | S     | 10 gennaio 1998  | Ucraina              |
| 19 | David Wieczorek    | S     | 3 gennaio 1996   | Stati Uniti          |
| 20 | Emre Erkiletlioğlu | S     | 30 maggio 2004   | Turchia              |

## Statistiche

### Statistiche di squadra
| Competizione     | Punti | In casa | In casa | In casa | In trasferta | In trasferta | In trasferta | Totale | Totale | Totale |
| Competizione     | Punti | G       | V       | P       | G            | V            | P            | G      | V      | P      |
| ---------------- | ----- | ------- | ------- | ------- | ------------ | ------------ | ------------ | ------ | ------ | ------ |
| Efeler Ligi      | 24    | 13      | 5       | 8       | 13           | 3            | 10           | 26     | 8      | 18     |
| Coppa di Turchia | 3     | 0       | 0       | 0       | 0            | 0            | 0            | 3      | 1      | 2      |
| Totale           | -     | 13      | 5       | 8       | 13           | 3            | 10           | 29     | 9      | 20     |

G = partite giocate; V = partite vinte; P = partite perse

### Statistiche dei giocatori
| Giocatore        | Campionato | Campionato | Campionato | Campionato | Campionato | Coppa di Turchia | Coppa di Turchia | Coppa di Turchia | Coppa di Turchia | Coppa di Turchia | Totale | Totale | Totale | Totale | Totale |
| Giocatore        | P          | PT         | AV         | MV         | BV         | P                | PT               | AV               | MV               | BV               | P      | PT     | AV     | MV     | BV     |
| ---------------- | ---------- | ---------- | ---------- | ---------- | ---------- | ---------------- | ---------------- | ---------------- | ---------------- | ---------------- | ------ | ------ | ------ | ------ | ------ |
| O. Altınkaya     | 25         | 0          | 0          | 0          | 0          | 3                | 0                | 0                | 0                | 0                | 28     | 0      | 0      | 0      | 0      |
| E. Avcıl         | 12         | 10         | 8          | 1          | 1          | 3                | 3                | 2                | 1                | 0                | 15     | 13     | 10     | 2      | 1      |
| E. Can           | 19         | 27         | 24         | 1          | 2          | 2                | 3                | 3                | 0                | 0                | 21     | 30     | 27     | 1      | 2      |
| A. Çetinkaya     | 16         | 13         | 11         | 1          | 1          | 3                | 7                | 6                | 0                | 1                | 19     | 20     | 17     | 1      | 2      |
| R. Danilov       | 26         | 524        | 455        | 19         | 50         | 3                | 78               | 65               | 6                | 7                | 29     | 602    | 520    | 25     | 57     |
| A. Edis          | 24         | 61         | 36         | 19         | 6          | 3                | 8                | 6                | 2                | 0                | 27     | 69     | 42     | 21     | 6      |
| O. Ergün         | 25         | 54         | 26         | 21         | 7          | 3                | 4                | 1                | 3                | 0                | 28     | 58     | 27     | 24     | 7      |
| E. Erkiletlioğlu | 5          | 1          | 0          | 0          | 1          | -                | -                | -                | -                | -                | 5      | 1      | 0      | 0      | 1      |
| F. Gök           | 19         | 19         | 6          | 9          | 4          | 2                | 0                | 0                | 0                | 0                | 21     | 19     | 6      | 9      | 4      |
| D. İvgen         | 26         | 2          | 2          | 0          | 0          | 3                | 0                | 0                | 0                | 0                | 29     | 2      | 2      | 0      | 0      |
| M. Kısal         | 23         | 101        | 57         | 37         | 7          | 0                | 0                | 0                | 0                | 0                | 23     | 101    | 57     | 37     | 7      |
| M. Özdemir       | 26         | 202        | 178        | 25         | 9          | 2                | 7                | 5                | 1                | 1                | 28     | 209    | 183    | 26     | 10     |
| H. Polat         | 26         | 170        | 100        | 58         | 12         | 3                | 17               | 10               | 6                | 1                | 29     | 187    | 110    | 64     | 13     |
| T. Polujan       | 26         | 341        | 278        | 28         | 35         | 3                | 28               | 23               | 2                | 3                | 29     | 369    | 301    | 30     | 38     |
| D. Wieczorek     | 9          | 39         | 26         | 9          | 4          | 3                | 37               | 29               | 4                | 4                | 12     | 76     | 55     | 13     | 8      |

P = presenze; PT = punti totali; AV = attacchi vincenti; MV = muri vincenti; BV = battute vincenti